# Two Sacks of Potatoes
Two Sacks of Potatoes è un cortometraggio muto del 1913 diretto da William Duncan.

## Produzione
Il film fu prodotto dalla Selig Polyscope Company.

## Distribuzione
Distribuito dalla General Film Company, il film - un cortometraggio di 150 metri - uscì nelle sale cinematografiche statunitensi il 29 ottobre 1913. Nelle proiezioni, veniva programmato con il sistema dello split reel, accorpato in un'unica bobina con un altro cortometraggio prodotto dalla Selig, la commedia A Muddle in Horse Thieves.